# Керчикова, Мария Вадимовна
Керчикова Мария Вадимовна (род. 30 апреля 1995, Кызылорда, Казахстан) — российская гандболистка, правая полусредняя клуба «Университет».

## Биография
Родилась в городе Кызылорда в Казахстане. Начала заниматься гандболом в 9 лет, когда дедушка отвёл к знакомому тренеру клуба «Сейхун КАМ-КГУ» Вячеславу Киму. В 2011 году по рекомендации российской гандболистки Ольги Травниковой перешла в «Ростов-Дон». В 2015 году продолжила карьеру в «Университете». В сезоне 2017/18 стала серебряным призёром Чемпионата России вместе с «Ладой». До возвращения в «Университет» в 2019 году успела выступить в Беларуси и Казахстане. В сезоне 2019/2020 стала лучшим бомбардиром предварительного этапа «Суперлиги Париматч» с показателем 132 мяча при результативности 43 %.